# Éparchie de Syrmie
L'éparchie de Syrmie (en serbe cyrillique : Епархија сремска ; en serbe latin Eparhija sremska) est une éparchie, c'est-à-dire une circonscription de l'Église orthodoxe serbe. Elle se trouve au sud-ouest de la province de Voïvodine, en Serbie. Son siège se trouve à Sremski Karlovci. En 2006, elle est administrée par l'évêque Vasilije.

## Localisation

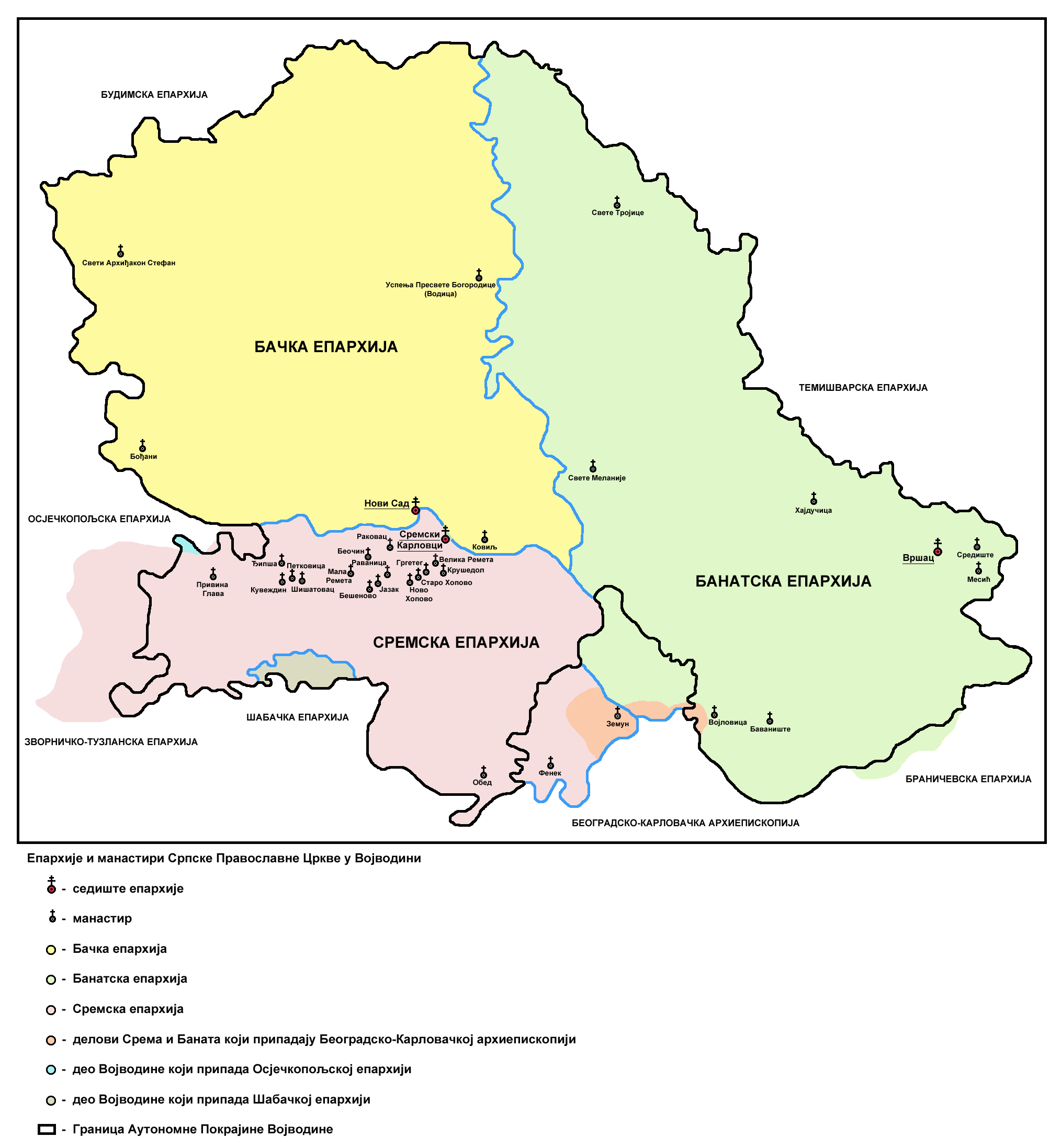
Localisation de l'éparchie de Syrmie en Voïvodine

## Histoire

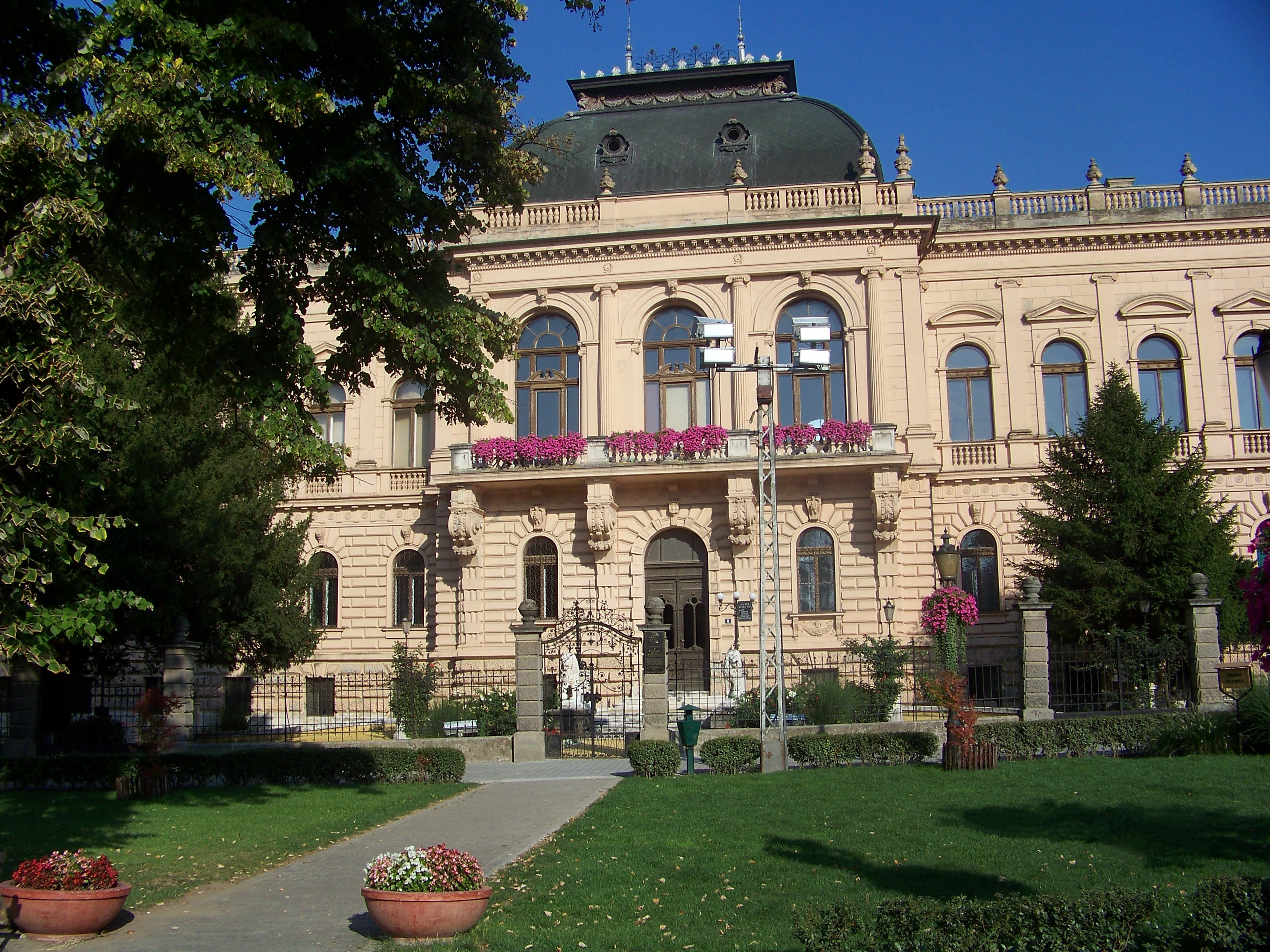
Le palais patriarcal de Sremski Karlovci

### Évêques
- Vikentije Prodanov (1947—1951)
- Nikanor Iličić (1951—1955)
- Makarije Đorđević (1955—1978)
- Andrej Frušić (1980—1986)
- Vasilije Vadić (depuis 1986)

## Subdivisions territoriales
L'éparchie de Syrmie compte 7 archidiaconés (arhijerejska namesništva), eux-mêmes subdivisés en municipalités ecclésiastiques (crkvene opštine) et en paroisses (parohije).

## Monastères
L'éparchie de Syrmie abrite 18 monastères.